# Alexander Alexejewitsch Soldatow
Alexander Alexejewitsch Soldatow (russisch Александр Алексеевич Солдатов, * 27. August 1915 im Dorf Prigoroda, Gouvernement Wologda; † 22. Januar 1999 in Moskau) war ein sowjetischer Diplomat, der unter anderem zwischen 1960 und 1966 Botschafter im Vereinigten Königreich, von 1966 bis 1968 Stellvertretender Minister für Auswärtige Angelegenheiten, zwischen 1968 und 1970 Botschafter in Kuba, von 1971 bis 1974 Rektor des Staatlichen Moskauer Instituts für Internationale Beziehungen sowie zuletzt zwischen 1974 und 1986 Botschafter im Libanon war.

## Leben

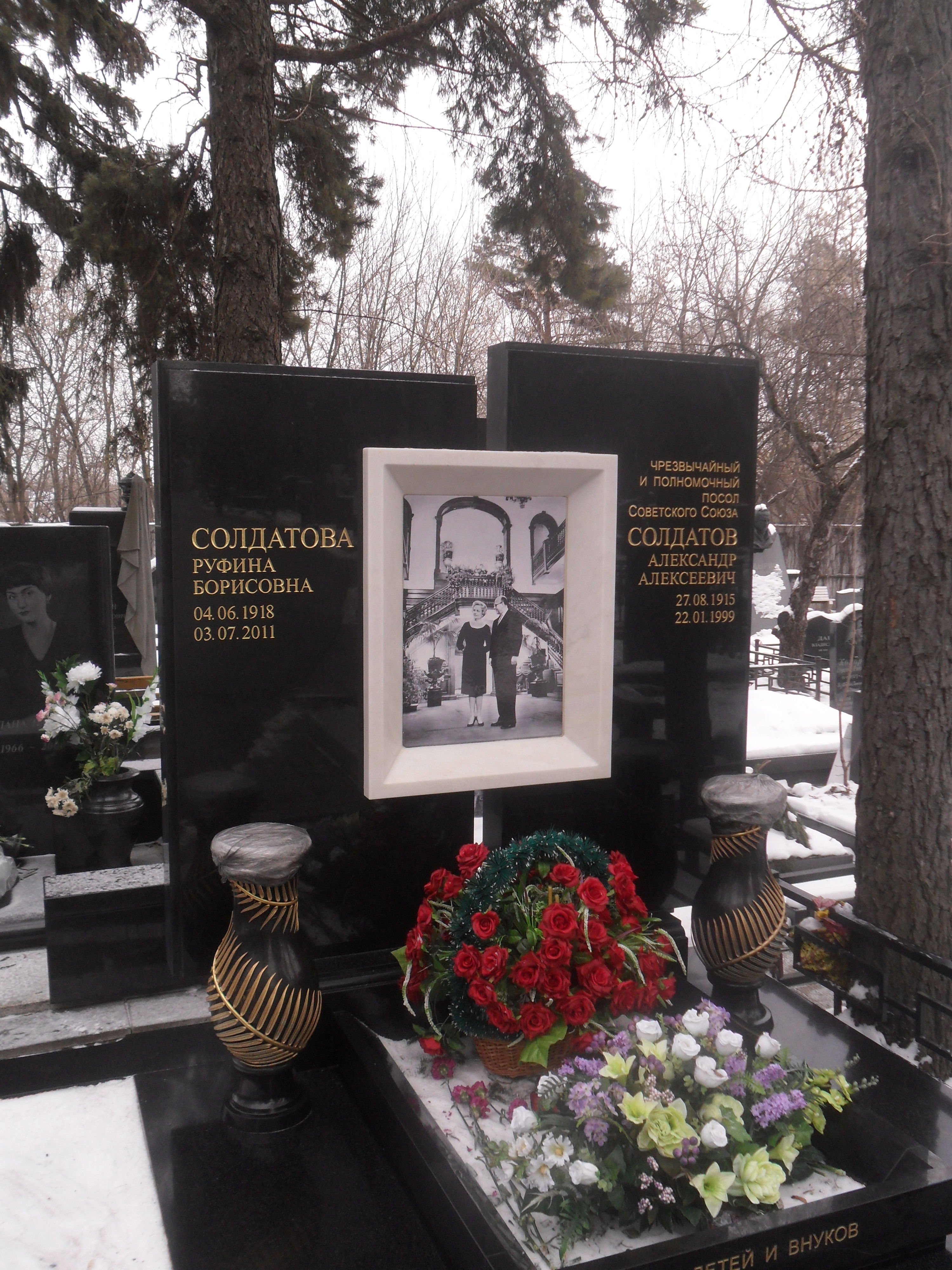
Grabstein von Alexander Alexejewitsch Soldatow

Soldatow trat 1939 der Kommunistischen Partei der Sowjetunion (KPdSU) als Mitglied bei und begann ein Studium an der Staatlichen Pädagogischen Universität Moskau, das er 1941 als Kandidat der Geschichtswissenschaften abschloss. Danach begann er 1941 ein Studium an der Höheren Diplomatenschule der UdSSR und wurde stellvertretender Sekretär für Landwirtschaft im Volkskommissariat für Auswärtiges. Nachdem er zwischen 1941 und 1942 Attaché an der Botschaft im Iran sowie 1942 Vizekonsul am Generalkonsulat in Pretoria war, war er zwischen 1942 und 1944 zunächst Erster Sekretär und danach von 1944 bis 1946 Botschaftsrat an der Botschaft in Australien.
1948 wurde Soldatow Botschaftsrat Erster Klasse für politische Angelegenheiten an der Ständigen Vertretung bei den Vereinten Nationen in New York City und war als solcher bis 1953 zugleich auch sowjetischer Vertreter im UN-Treuhandrat. Nach seiner Rückkehr in die Sowjetunion war er zwischen 1953 und 1954 zuerst Leiter der Abteilung für Angelegenheiten der Vereinten Nationen sowie anschließend von 1954 bis 1960 Leiter der Abteilung Amerika im Ministerium für auswärtige Angelegenheiten der UdSSR. Zuletzt war er zwischen 1958 und 1960 auch Mitglied des Kollegiums des Ministeriums für auswärtige Angelegenheiten.
Am 14. Januar 1960 wurde Soldatow Nachfolger von Jakow Alexandrowitsch Malik als außerordentlicher und bevollmächtigter Botschafter im Vereinigten Königreich und bekleidete diesen Posten bis zu seiner Ablösung durch Michail Nikolajewitsch Smirnowski am 27. Januar 1966. Zugleich gehörte er zwischen dem 31. Oktober 1961 und dem 30. März 1971 als Mitglied der Zentralen Revisionskommission der KPdSU an. Nach seiner Rückkehr aus Großbritannien wurde er im Januar 1966Stellvertretender Minister für Auswärtige Angelegenheiten und übte dieses Amt bis Januar 1968 aus.
Soldatow selbst übernahm am 15. Januar 1968 als Nachfolger von Alexander Iwanowitsch Alexejew den Posten als außerordentlicher und bevollmächtigter Botschafter der UdSSR in Kuba und verblieb dort bis zum 4. Dezember 1970, woraufhin Nikita Pawlowitsch Tolubiejew sein Nachfolger wurde. Im Anschluss wurde er im Mai 1971 Nachfolger von Michail Danilowitsch Jakowlew als Rektor des Staatlichen Moskauer Instituts für Internationale Beziehungen. Diese Funktion hatte er bis Oktober 1974 inne und wurde dann durch Nikolai Iwanowitsch Lebedew abgelöst.
Zuletzt löste Soldatow am 17. Oktober 1974 Sarwar Olimjonowitsch Azimow als außerordentlicher und bevollmächtigter Botschafter der UdSSR in Libanon ab und übte dieses Amt bis zu seinem Eintritt in den Ruhestand am 22. April 1986 aus. Sein Nachfolger wurde daraufhin durch Wassili Iwanowitsch Kolotuscha abgelöst.
Für seine langjährigen Verdienste wurde Soldatow mehrfach ausgezeichnet und erhielt unter anderem den Leninorden, den Orden der Oktoberrevolution, drei Mal den Orden des Roten Banners der Arbeit, den Orden der Völkerfreundschaft, zwei Mal den Orden des Roten Sterns, das Ehrenzeichen der Sowjetunion, die Jubiläumsmedaille „Zum Gedenken an den 100. Geburtstag von Wladimir Iljitsch Lenin“ sowie die Medaille „Veteran der Arbeit“.